# Parafia Narodzenia Najświętszej Maryi Panny w Lublinie
Parafia Narodzenia Najświętszej Maryi Panny w Lublinie – parafia greckokatolicka w Lublinie, w dekanacie warszawsko-lubelskim archieparchii przemysko-warszawskiej. Założona w 1635; ponownie 1993. Mieści się przy Alei Warszawskiej na terenie Skansenu.
Od 16 listopada 2023 roku parafia użytkuje budynek kościoła św. Jozafata przy ulicy Zielonej.